# Scarabaeus pustulosus
Scarabaeus pustulosus là một loài bọ cánh cứng trong họ Bọ hung (Scarabaeidae).